# Jacobsskolan
Jacobsskolan är en yrkesförberedande gymnasieskola i Hässleholms kommun. På skolan går runt 550 elever, fördelade på åtta gymnasieprogram. Skolan har en lärartäthet på 9,2 lärare per 100 elever.
Även yrkeshögskolan har verksamhet i lokalerna.

## Historia
1955 beslutade Kristianstads läns landsting att en verkstadsskola skulle öppna i Hässleholm. Skolan fick namnet Centrala Verkstadsskolan togs i bruk hösten 1957. Detta blev Kristianstads läns första verkstadsskola och var en av landets modernaste. Ursprungligen hade skolan plats för 200 elever.
Det första läsåret antogs 58 elever till grenarna bilmekaniker (8), byggnadssnickare (8), elektriker (8), instrumentmakare (8), metallarbetare (10), möbelsnickare (8), samt smeder, reparatörer och svetsare (8).
1972 bytte skolan namn till Jacobsskolan, efter Jacobsöner som skänkt både pengar och mark till Hässleholm.
Skolan har byggts till i omgångar och rymmer nu drygt 550 elever.
2017 utgick den sista årskullen från textilprogrammet.

## Gymnasieprogram
- Barn- och fritidsprogrammet
- Byggprogrammet
- Elprogrammet
- Fordonsprogrammet
- Restaurang och livsmedelsprogrammet
- Industriprogrammet
- Omvårdnadsprogrammet